# Soubès
Soubès là một commune thuộc tỉnh Hérault trong vùng Occitanie ở phía nam nước Pháp.